# Patricio Muente

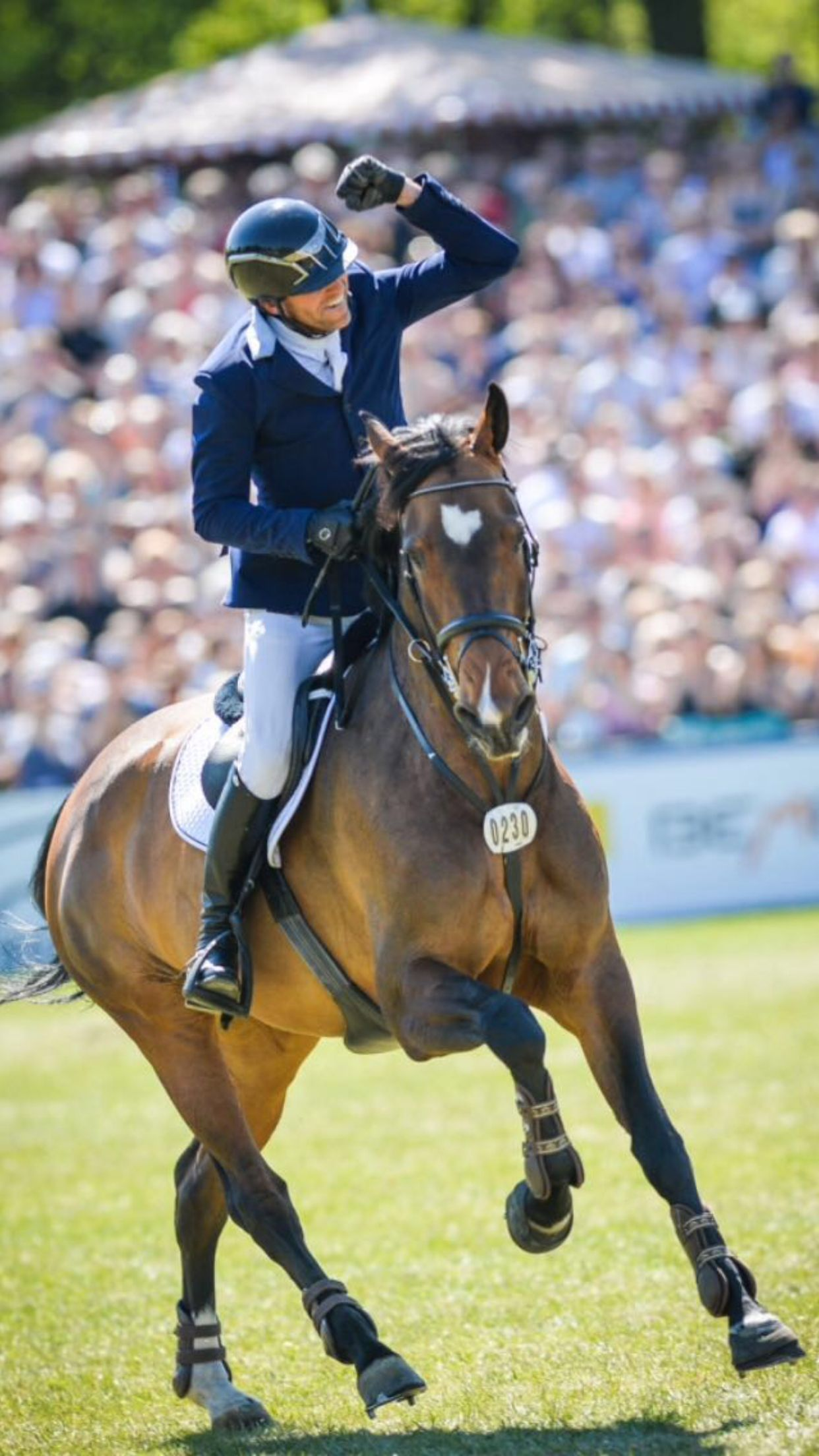
Pato Muente mit Zera (2016)

Patricio (Pato) Muente (* 23. März 1974 in Buenos Aires) ist ein Springreiter. Bis 2010 trat er im Sport für Argentinien an. Von 2011 bis 2022 startete er für Slowenien, für das er aufgrund seiner in Slowenien geborenen Mutter startberechtigt war. Seit 2022 startet er wieder unter argentinischer Flagge.
Muente fing als kleiner Junge im Club Hipico del Norte an zu reiten. Später wechselte er aufgrund seiner erfolgreichen Karriere als Springreiter der Junioren in den Club Alemán, Buenos Aires, für den er zwei nationale argentinische Meisterschaften gewinnen konnte.
Als 17-Jähriger wurde er in Argentinien von dem Olympia-Trainer und Reiter Joe Fargis nach Amerika berufen. Aufbauend auf dem hier Erlernten eröffnete er im Jahr 2000 seinen eigenen Stall, die San Jose Stables, in Middleburg (Virginia).
Muente war in der Folge im Winter in Wellington (Florida) und im restlichen Jahr in Middleburg zu Hause. Er bereiste mit seinem Team nationale sowie internationale Turniere, Große Preise, Weltcupqualifikationen entlang der Ostküste der USA. Er zählte zu den 60 besten Springreitern in den USA. In den Jahren 2006 und 2007 nahm er mit der argentinischen Mannschaft am US-amerikanischen Nationenpreis in Wellington (Florida) teil.
Im Jahr 2005 lerne er seine Frau, Antje Muente (geb. Armbrust), kennen, sie heirateten 2009 in Deutschland. Das erste Kind, kam in den USA während eines Reitturniers in Wellington, FL zur Welt. Im Mai 2010 zog er zusammen mit seiner Familie nach Deutschland und ist seitdem auf dem Hof seines Schwiegervaters Hans-Jürgen Armbrust in Timmerloh ansässig.
Da seine Mutter slowenischer Herkunft ist und es für den europäischen Reitsport sinnvoll ist, trat Pato ab 2011 für das Land Slowenien an. Er nahm an nationalen sowie internationalen Turnieren überwiegend in Europa, aber auch in China teil.
Muente nahm im Jahr 2016 erstmals am Deutschen Spring-Derby teil, hier hielt er fast bis zum Ende der Prüfung den ersten Platz inne doch durch das anschließende Stechen belegte er dann den neunten Platz. Er wurde mit dem Stilpreis ausgezeichnet. Mit seinem 7-jährigen Youngster Caracho bestritt er hier die Prüfungen des Youngster Cups (CSIYH 1*), Caracho, der im Juni 2016 zu Lucy Davis wechselte, ging als einer von drei 7-jährigen Pferden drei Mal auf diesem Turnier ohne Springfehlerpunkte durch die Prüfungen. Im Juni 2016 bestritt Patricio Muente mit Zera das Hickstead Derby.
Bei seiner zweiten Teilnahme am Deutschen Spring-Derby im Mai 2017 blieb Muente mit Zera als einziger Reiter im Stechen ohne Fehler und gewann damit die traditionsreiche Prüfung.
Seit 2022 startet er wieder unter argentinischer Flagge. Er wurde im Mai 2023 auf dem Hamburger Derby mit dem Reitabzeichen in Gold ausgezeichnet. Verliehen wurde das Goldene Reitabzeichen durch seinen Schwiegervater Hans-Jürgen Armbrust. Für Reiter aus dem Ausland ist dies besonders anzuerkennen, denn es zählen ausschließlich die in Deutschland errittenen Erfolge und nicht wie bei Deutschen Reitern alle Welterfolge. 

## Wichtige Erfolge
- 2006:
  - Culpeper (Virginia, USA): Sieg im 50.000 $ Commonwealth National Grand Prix mit As di Villagana
  - Lexington Spring Encore (Virginia, USA): 3. Platz im 25.000 $ Grand Prix mit As di Villagana
  - Roanoke Valley (Virginia, USA): 5. Platz im 50.000 $ Grand Prix of Roanoke mit As di Villagana
  - Culpeper (Virginia, USA): 3. Platz im 40.000 $ Showday National Grand Prix mit As di Villagana
  - Cavalier Classic Culpeper (Virginia, USA): 4. Platz im 40.000 $ HITS Grand Prix mit As di Villagana
  - Hampton Classics (Bridgehampton, New York, USA): 4. Platz im 50.000 $ Grey Goose World Cup/GP Qualifier mit As di Villagana

- 2007:
  - WEF Wellington (Florida, USA): 3. Platz im IHP $35.000 WEF/PBIEC Inaugural Cup mit As di Villagana
  - WEF Wellington (Florida, USA): 4. Platz im Nationenpreis von Wellington (CSIO 5*) mit As di Villagana
  - Lexington (Kentucky, USA): 3. Platz im IHP $25.000 Rockbridge Grand Prix mit As di Villagana
  - Lexington (Kentucky, USA): 4. Platz im IHP $25.000 Encore Grand Prix mit As di Villagana
  - Devon (Pennsylvania, USA): 3. Platz im 75.000 $ Grand Prix mit As di Villagana
  - Roanoke (Virginia, USA): Sieg im 50.000 US-$-Grand Prix mit As di Villagana[3]
  - Lake Placid (NY, USA): 5. Platz im FEI IHP $75,000 Grandprix of Lake Placid CSI 3* mit As di Villagana[4]

- 2014: Teilnahme am Nationenpreis von Budapest (CSIO 3*-W) mit For Asgard
- 2015: Teilnahme am Nationenpreis von Celje (CSIO 3*-W) mit For Asgard
- 2016: Teilnahme an den Nationenpreisen von Celje (CSIO 3*-W) und von Budapest (CSIO 3*), jeweils mit Zera
- 2017: 1. Platz im 88. Deutschen Spring-Derby (CSI 4* Hamburg) mit Zera[5]
- 2019: 4. Platz im Großen Preis von Werder (Havel), Prüfung Klasse S*** mit Stechen, mit Kavalier[6]

## Pferde
- Zera 23 (* 2007), braune Holsteiner Stute, Vater: Cero, Muttervater: Calato; Züchter: Harm Thormählen, seit Sommer 2017 von Victoria Vargas geritten[7][8]

- As di Villagana (* 1996), brauner gekörter Hannoveraner Hengst, Vater: Acord II, Muttervater: Ferrari II, 2007 verkauft und anschließend von Laura Linback geritten[9][3]